# يخجال كاشمر
يخجال كاشمر (بالفارسية: یخچال کاشمر) هو يخجال تاريخي يعود إلى القاجاريين، ويقع في مقاطعة كاشمر. وتم تسجيل هذا اليخجال في 29 سبتمبر 2002 مع رقم تسجيل 6429 باعتباره أحد التراث الوطني الإيراني.